# 刘诜 (北宋)
刘诜，字应伯。北宋時的福建福清人。
宋神宗元丰年间，考中进士。历任莆田主簿、知庐江县。宋徽宗崇宁年间，担任讲议司检讨官。之後擔任大理丞，又在大晟府任職典乐。他通晓音律，曾经上历代雅乐因革及宋制作之旨，于是被委以乐事。他擅长弹奏古乐器。之後又擔任宗正少卿、鸿胪少卿、卫尉少卿、太常少卿。
刘诜的著作有《续因革礼》。